# Sint-Sebastiaansgilde (Den Haag)

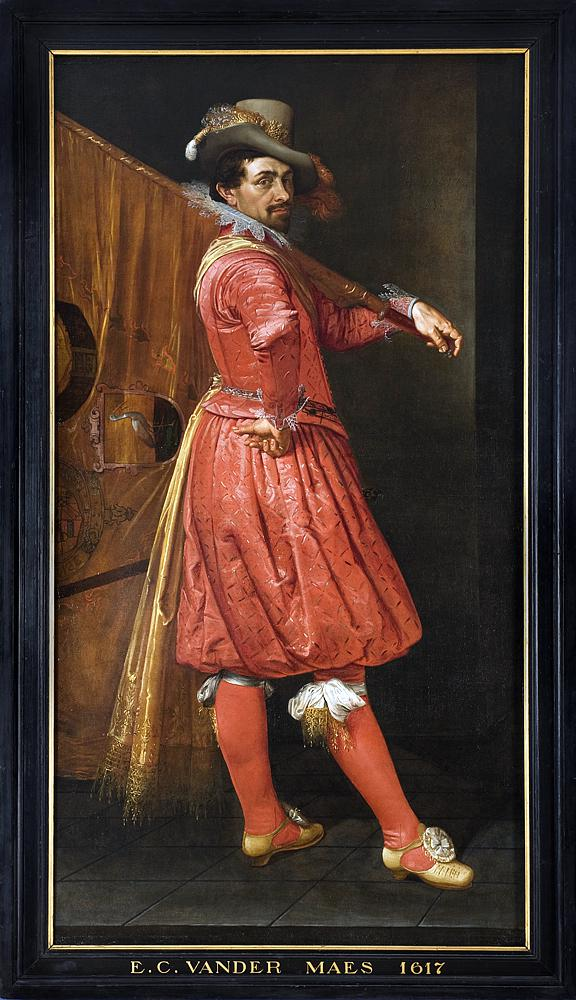
Portret van Willem Jansz Cock, vaandeldrager van het Haagse Oranje Vendel. (1617) Everard Crynsz. van der Maes

Het Sint-Sebastiaansgilde, later ook kloveniersschutters genoemd, was een Haagse schutterij die in de 15e eeuw werd opgericht om Den Haag te beschermen tegen invallen en om de baljuw en schout bij te staan. Daarnaast werd de schutterij enkele malen ingezet tijdens de Tachtigjarige Oorlog. In 1795 werd dit zeer Oranjegezinde schuttersgilde ontbonden op last van de Bataafse Republiek. 

## Oprichting
Het Sint-Sebastiaansgilde was een schuttersgilde waarvan mensen uit de Haagse burgerij lid konden worden. Het betrof burgers die behoorden tot wat tegenwoordig de middenklasse wordt genoemd. Zij hanteerden als wapen de handboog, die minder duur was dan de kruisboog die door het Sint-Jorisgilde gebruikt werd. Het Sint-Sebastiaansgilde bestond al in 1443, blijkens een uitspraak van scheidsrechters in een geschil tussen het Sebastiaansgilde en het Sint-Crispijnsgilde (schoenmakersgilde). De exacte oprichtingsdatum is in de loop der tijd verloren gegaan.

## Doelengebouw

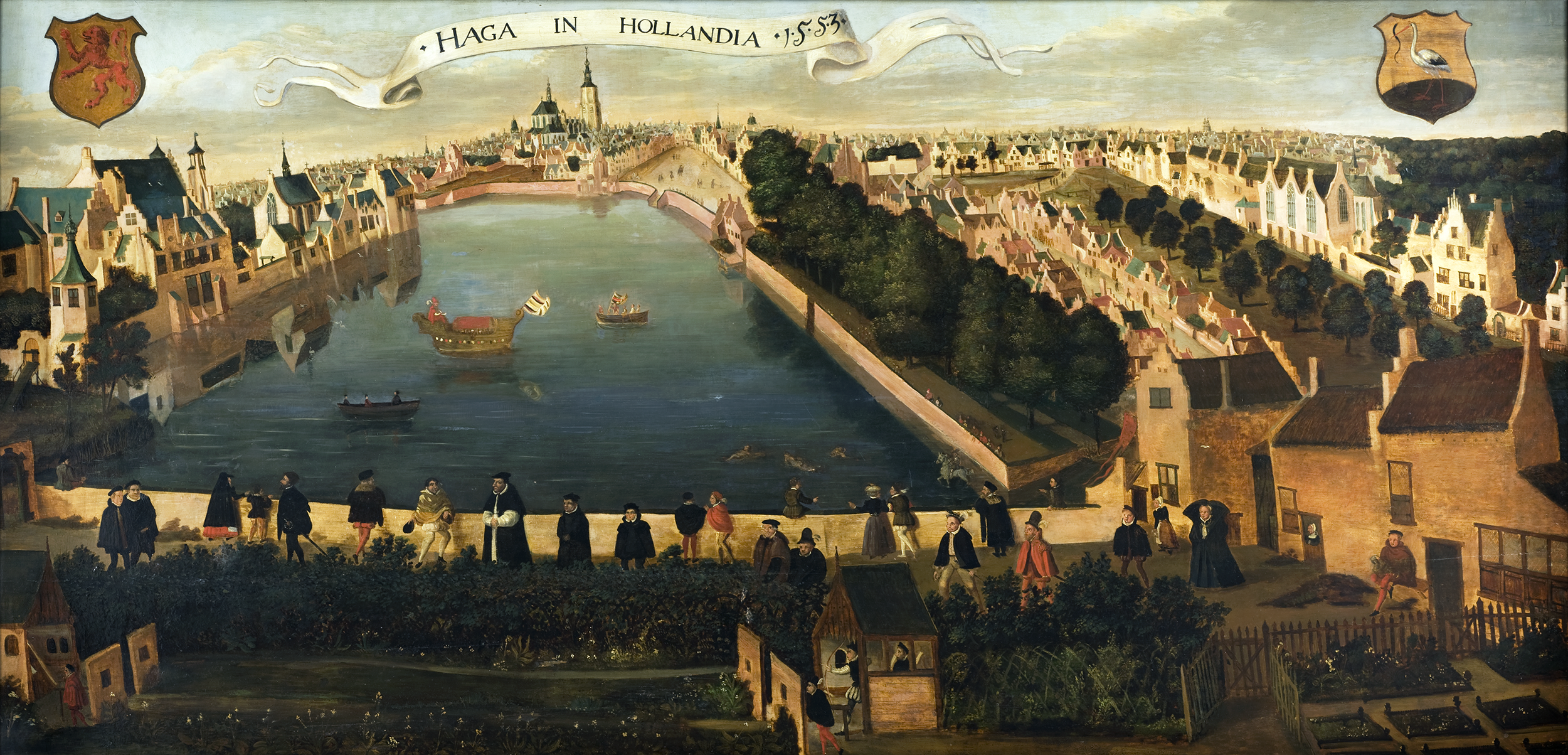
De Hofvijver met op de voorgrond de doelen van de schutterij in 1553

Tot 1509 hadden zij een schietbaan met een ingang in de Torenstraat, naast het Agnietenklooster. Vanaf die tijd gingen zij gebruikmaken van de plek die Karel de Stoute in 1462 had gebruikt voor het aanleggen van doelen, bestemd voor zijn eigen gebruik. Dit complex, bestaande uit drie banen, een bankethuisje en een overdekte 'loge', waren gelegen naast de Hofvijver ter hoogte van het Tournooiveld, pal naast het doelencomplex van het Sint-Joris Schuttersgilde. Aangezien het huisje danig in verval was geraakt kregen de Sebastiaansschutters toestemming om het af te breken en een nieuw gebouw neer te zetten. In 1563 is het nieuwe doelengebouw alweer te klein geworden voor de almaar groeiende schutterij en wordt er op dezelfde plek een nieuw gebouw neergezet met op de hoek een kenmerkend torentje. 

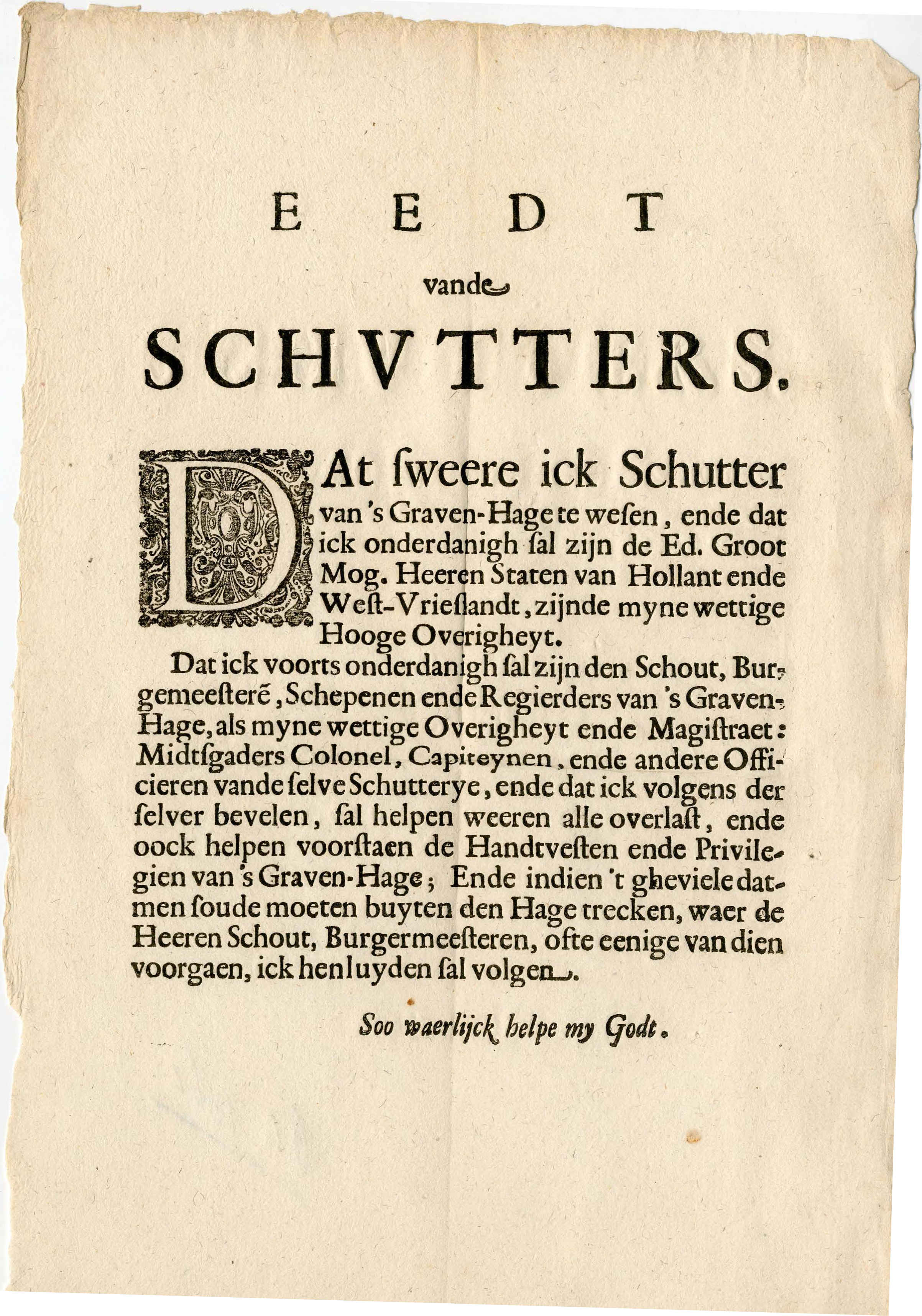
Eed van de Haagse schutters. ± 1660

## Nieuwe gildebrief
In het begin van de zestiende eeuw raakte het gilde door onbekende redenen in verval, waarna het in 1538 nieuw leven werd ingeblazen door de baljuw van Den Haag, Vincent van Lebesteyn. De inval in Den Haag door ridder Maarten van Rossum in 1528 en de stijgende criminaliteit maakten dit noodzakelijk. Een nieuwe gildebrief werd door keizer  Karel V verleend op 2 mei 1538. De gildebrief was het document waarmee het gilde officieel werd opgericht. In tegenstelling tot het oude Sebastiaansgilde dat de handboog hanteerde, werd nu bepaald dat het zich moest toeleggen op de beoefening van vuurwapens. Het werd een primitief musketgeweer dat bus of klover (van het Franse couleuvrine) genoemd werd, vandaar de naam "kloveniers".

## Eigen altaar
Het Sebastiaansgilde had in de Haagse Grote of Sint-Jacobskerk een eigen altaar dat was gewijd aan hun schutspatroon Sint-Sebastiaan. Alle schutters van het gilde waren verplicht op de naamdag (20 januari) van hun heilige naar de kerk te komen voor een dienst. 

## Eed van trouw
Volgens een ordonnantie (bevelschrift) uit 1548 zijn de schutters verplicht om bij het aanvaarden van hun functie een eed van trouw af te leggen ten overstaan van de baljuw, schout en het gerecht van Den Haag. 

## Filips II reorganiseert
Koning Filips II besluit in 1561 tot een reorganisatie van het gilde en bepaalde dat ze als taak hadden om op te treden tegen de immigratie van wederdopers en andere “seditieuze” (oproerige) mensen in wat hij noemde de “Vrijheid van den Haghe” en ter algemene verdediging van de inwoners van deze plaats. Daarnaast moesten zij ondersteuning bieden bij lokale politietaken. 

## Tachtigjarige Oorlog
Na het afzetten van Filips II als landsheer door de republiek zullen de schutters van Sint-Sebastiaan tijdens de Tachtigjarige Oorlog deelnemen aan de strijd tegen hun voormalige koning. Dit gebeurde in 1584 in Den Briel, 1599 in Zaltbommel, 1621 in Bergen op Zoom en in 1629 in 's-Hertogenbosch. In 1625 zou de Haagse Sebastiaansschutterij samen met de Haarlemse schutterij de verdediging van Heusden op zich nemen. 

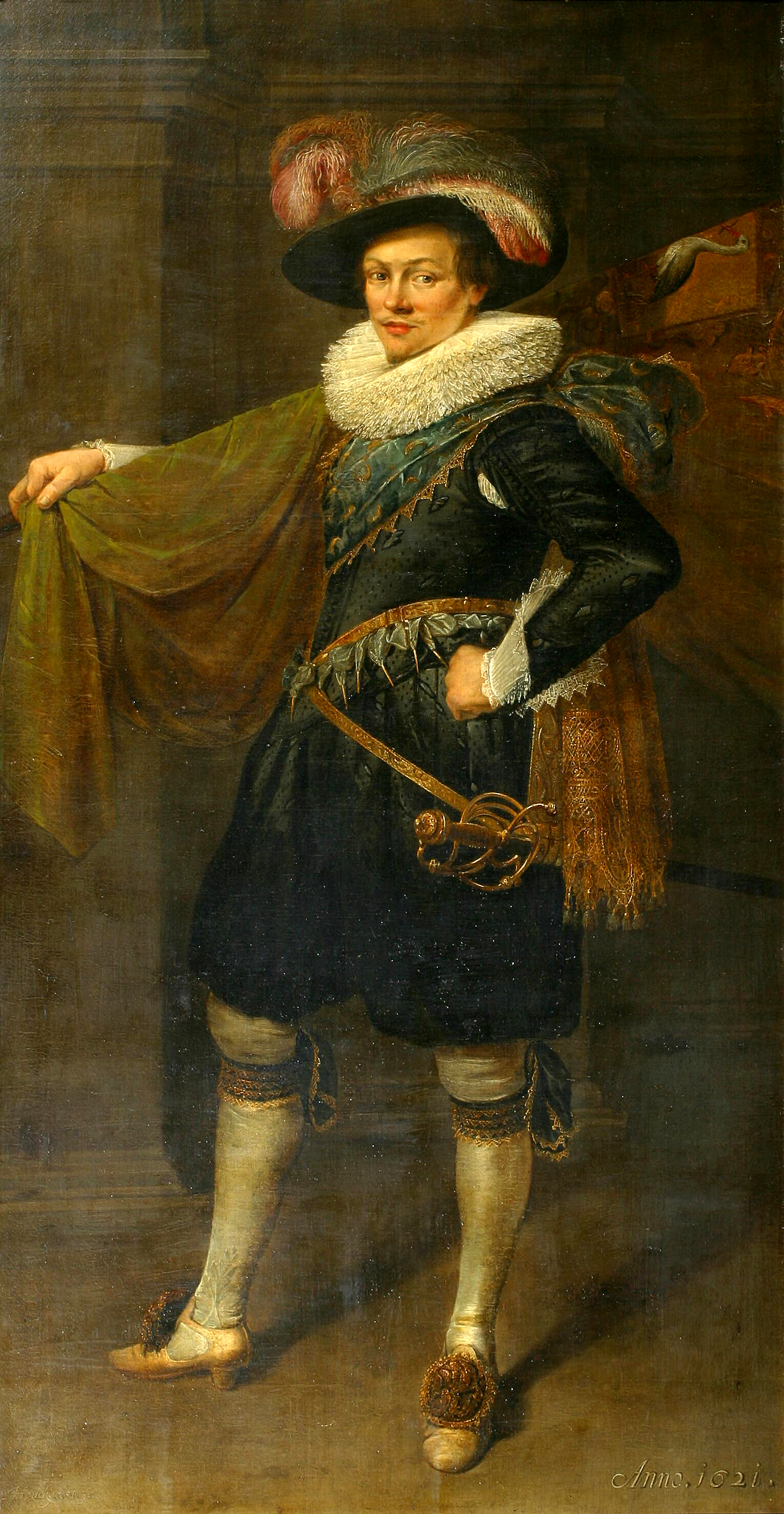
Hendrick Jansz. Nobel, vaandeldrager van het Groene Vendel. (1621) Joachim Houckgeest

## De zes vendels
Had het gilde sinds 1538 continue bestaan uit twee vendels van elk 40 man, in 1561 werd het uitgebreid tot 120 man die werden verdeeld over vier vendels. Na een uitbreiding in 1580 tot 200 man werd het in 1603 vergroot tot 360 man, verdeeld onder drie vendels over negen hoofdmanschappen. In 1635 wordt de schutterij verder uitgebreid tot zes vendels. Hun namen waren het Oranje-, Witte-, Blauwe-, Groene-, Oranje-Blanje-Bleu- en het Colombijne vendel. Aangezien de gemiddelde sterkte van elk vendel tussen de 250 en 350 manschappen lag kwam de totale sterkte in die tijd op ongeveer 1800 man te staan. Elk vendel werd geleid door een kapitein, een vaandrig en zes officieren. Elk vendel was onderverdeeld in zes rotten die elk werden geleid door een korporaal. De hoogste officier van de schutterij had de rang van kolonel en deze functie werd door een lid van het stadsbestuur vervuld. Het wapenschild van het gilde vertoonde een zogenaamd Jeruzalemkruis, een gouden kruis met vier kleinere eromheen. De kleuren van de wapenrok waren rood en geel.

De magistraat van Den Haag ontvangt de officieren van de schutterij op de Sint-Sebastiaansdoelen. (1618) Jan Antonisz. van Ravesteyn

## Nieuw doelengebouw

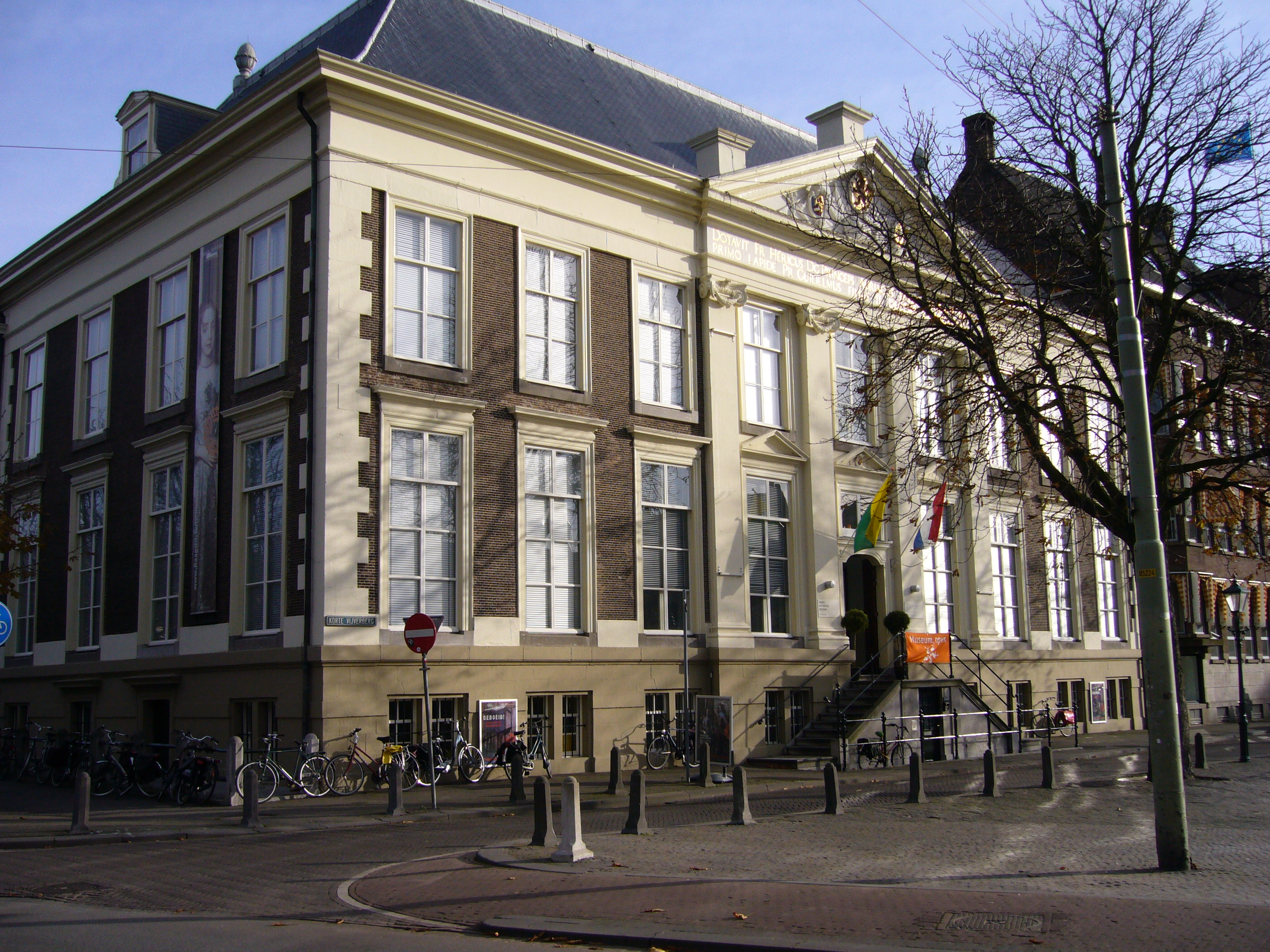
De Sint-Sebastiaansdoelen, tegenwoordig huisvesting van het Haags Historisch Museum

De groei van het schuttersgilde zorgde ervoor dat het in 1580 te groot werd voor het gebouw dat zij aan het Tournooiveld bij de Hofvijver gebruikten. In 1583 kreeg het schuttersgilde toestemming om het gebouw uit te breiden, maar al in 1615 was er weer een uitbreiding noodzakelijk. Deze ging niet door omdat er inmiddels over werd gedacht om een volledig nieuw gebouw te realiseren. Omdat er op dat moment niet voldoende geld beschikbaar was zou het nog 21 jaar duren voordat een nieuw gebouw kon worden betrokken. 
De bouwopdracht werd op 17 oktober 1636 verstrekt aan Claes Dircx van Balckeneynde en de kosten bedroegen 24.800 ponden. Van de vergadering door de magistraat over deze bouwopdracht werd door Jan Antonisz. van Ravesteyn, die zelf lid van de schutterij was, een schilderij gemaakt dat tegenwoordig in het bezit is van het Haags Historisch Museum. Rechts op dit schilderij staan (hoogstwaarschijnlijk) bouwer van Balckeneynde en met passer in de hand de Haagse bouwcontroleur Arent Arentsz. van 's-Gravesande. Van 's-Gravesande zou namens de magistraat toezicht houden op de bouwwerkzaamheden, in verband met de kosten. Hij werd in 1638 opgevolgd door Bartholomeus van Bassen. Onderzoek door J. Kulik wees uit dat deze twee mannen gezamenlijk verantwoordelijk zijn voor het ontwerp van het nieuwe gebouw. Van Bassen was ook medeverantwoordelijk voor het ontwerp van de Nieuwe Kerk aan het Spui in Den Haag. De eerste steen van het gebouw werd op 2 december 1636 gelegd door Prins Willem II van Oranje, zoon van stadhouder Frederik Hendrik.

## Opheffing
Nadat de Fransen in 1795 tijdens de Bataafse Revolutie de laatste stadhouder prins Willem V verdreven en Nederland bezetten, werd op last van het bestuur van de nieuwe Bataafse Republiek het zeer Oranjegezinde Sint-Sebastiaansgilde opgeheven. 

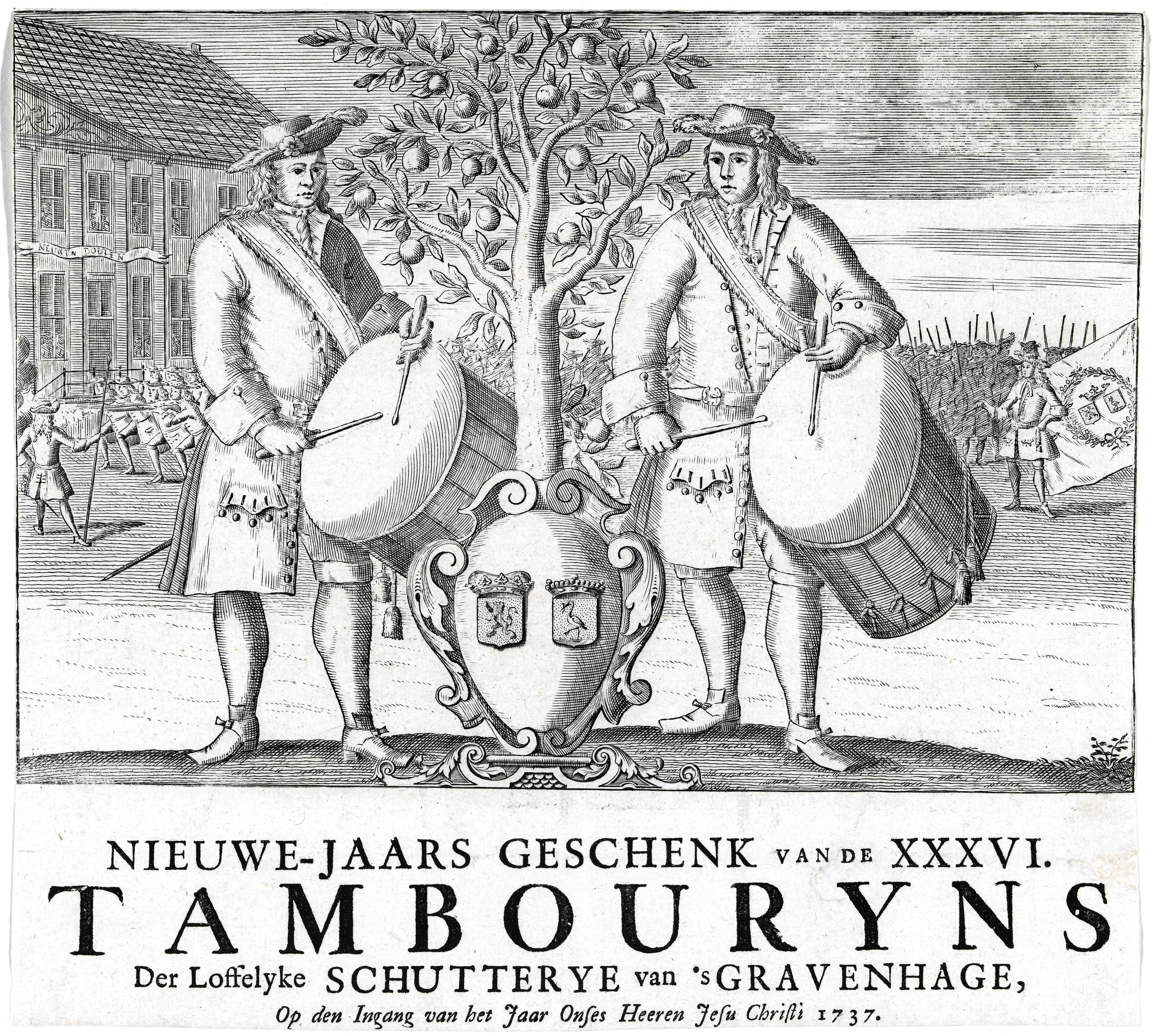
Nieuwjaarswens van de Tamboers van de Haagse Schutterij, 1737
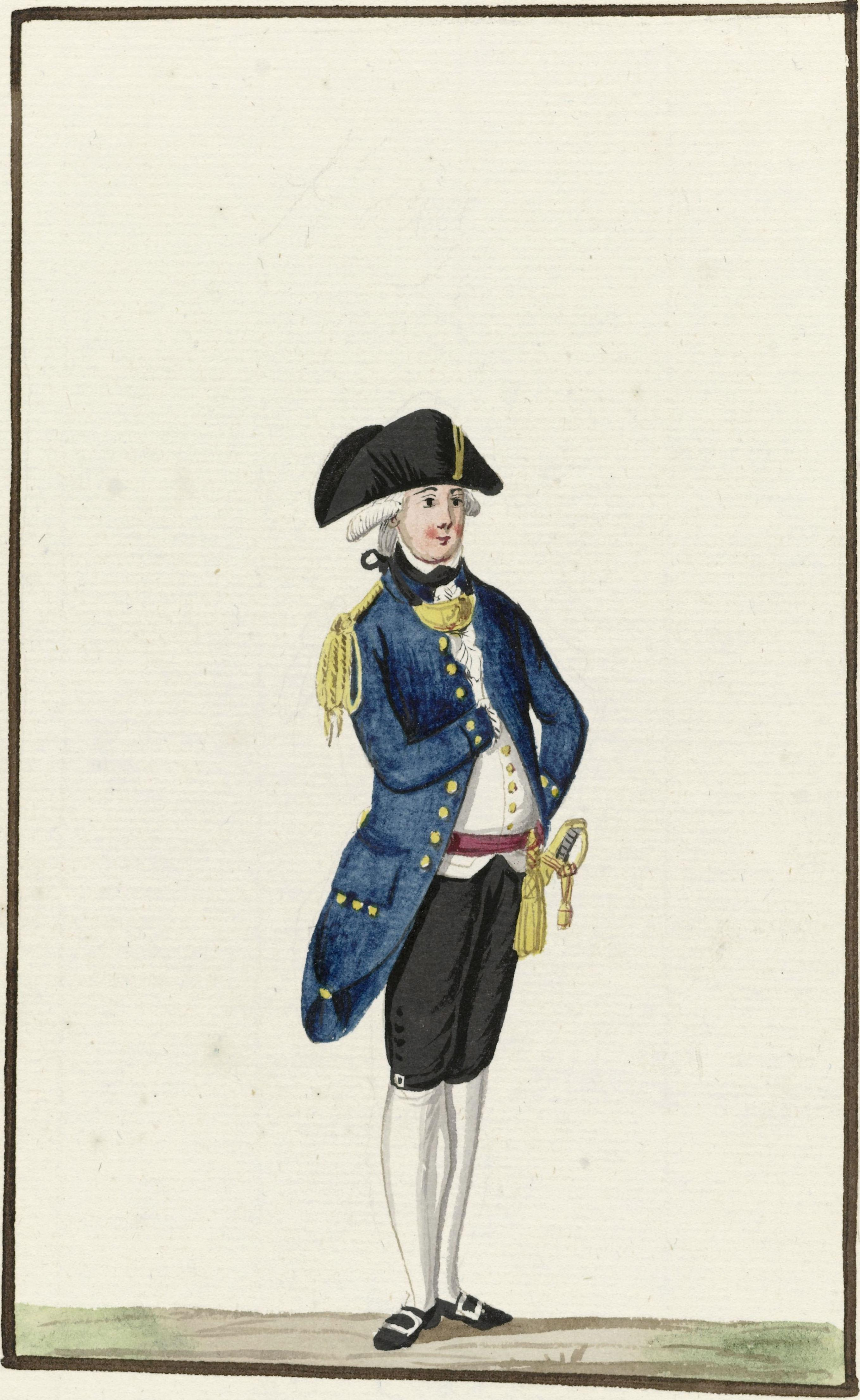
Montering van de schutterij van Den Haag, circa 1787
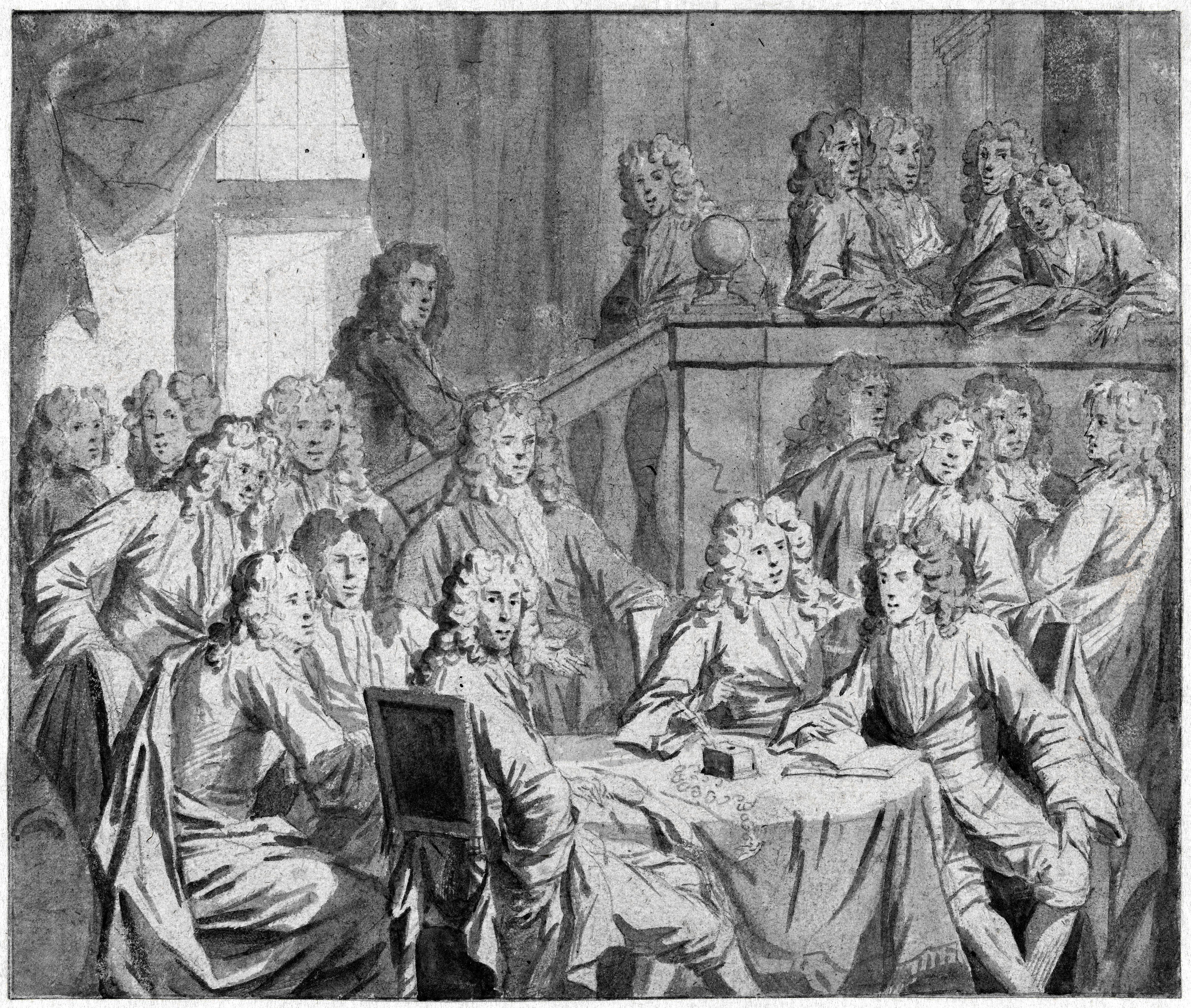
Vergadering van de Haagse boogschutterij. Eerste helft 18e eeuw. Door Philip van Dijk
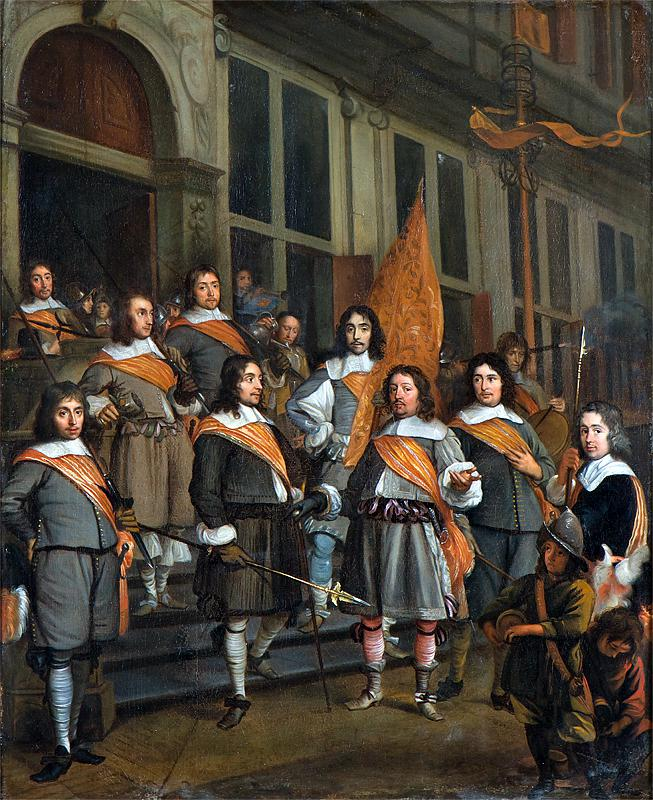
Officieren en Vaandrig van het Haagse Oranje vendel. (1660) Martinus Lengele
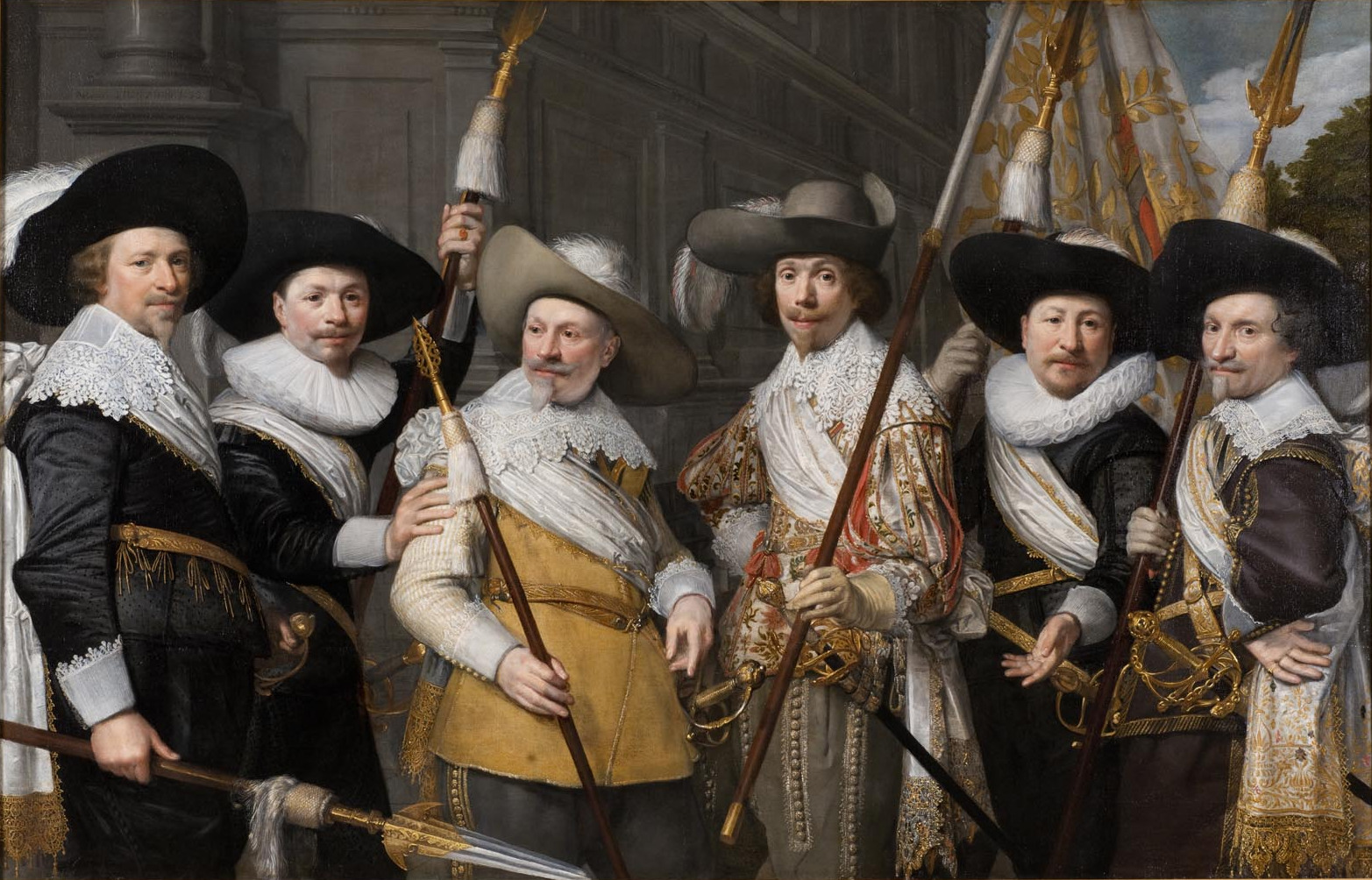
Officieren van het Witte Vendel van de Haagse Schutterij. (1636) Jan Antonisz. van Ravesteyn
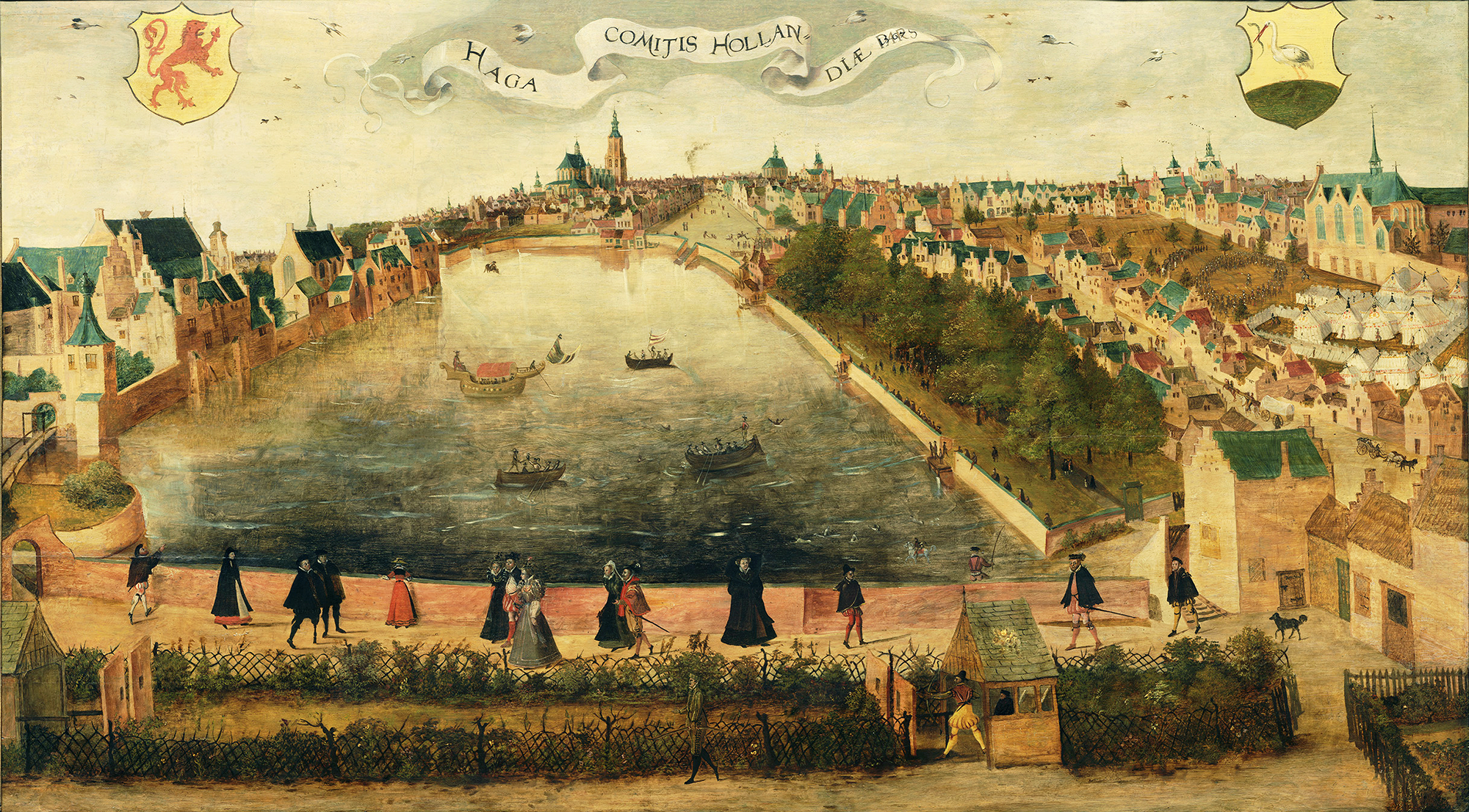
De Hofvijver met op de voorgrond de doelen van de schutterij in 1567
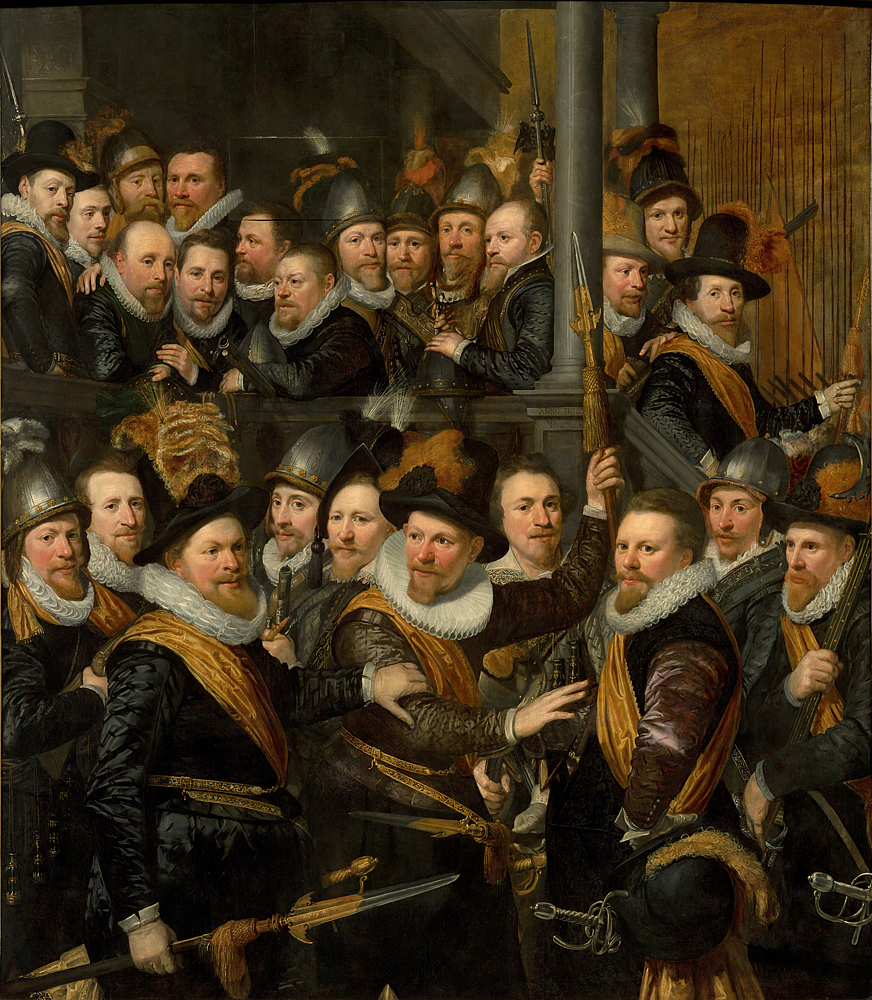
Officieren van het Oranjevendel verlaten het stadhuis. (1616) Jan Antonisz. van Ravesteyn

## Trivia
Een Sint-Sebastiaansgilde bestaat nog steeds in onder meer Brugge, Westerlo en Neer.